# レヴァントフェア
座標: 北緯32度5分53.60秒 東経34度46分32.08秒 / 北緯32.0982222度 東経34.7755778度

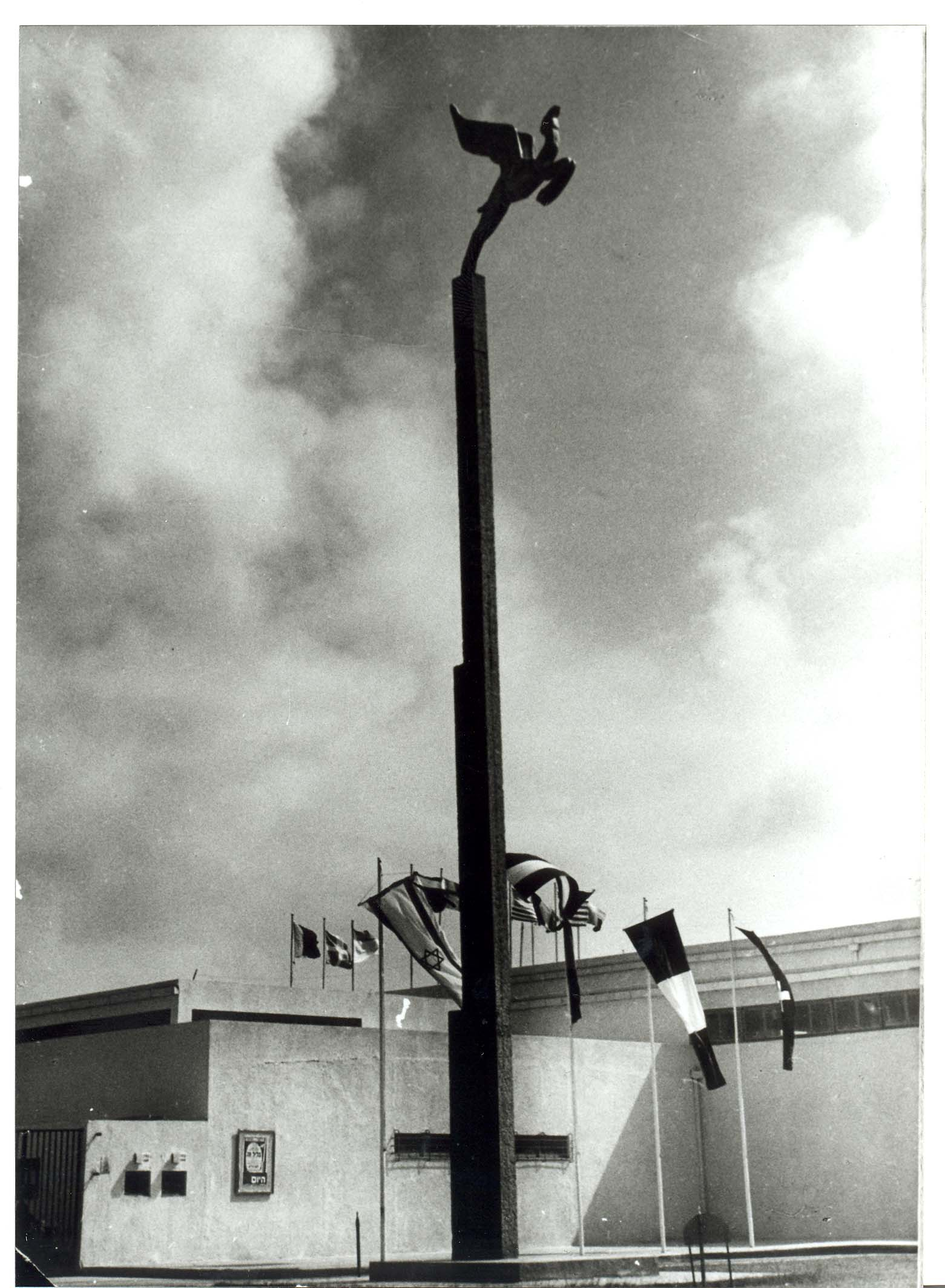

レヴァントフェア (Levant Fair - יריד המזרח - Yarid HaMizrach) 1920年代から1930年代にかっけてテルアビブで開催された国際見本市である。

## ギャラリー

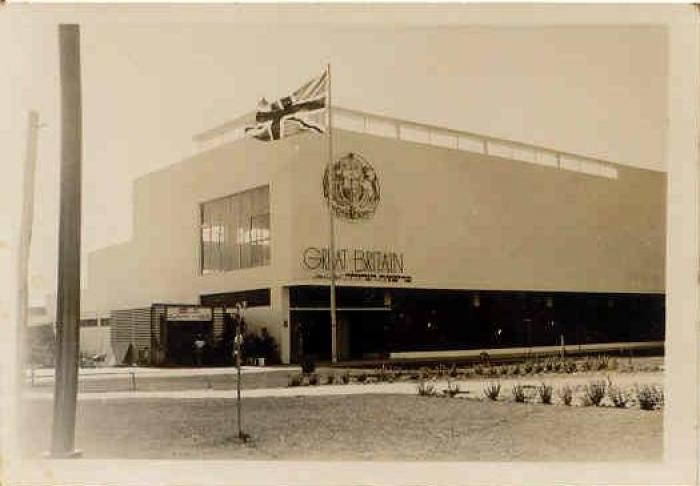
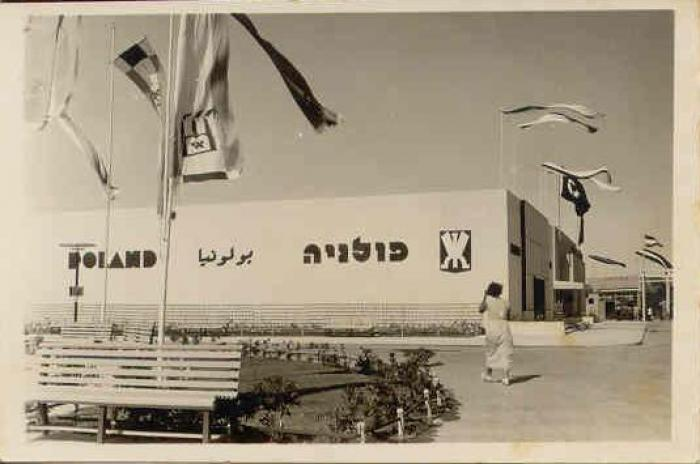
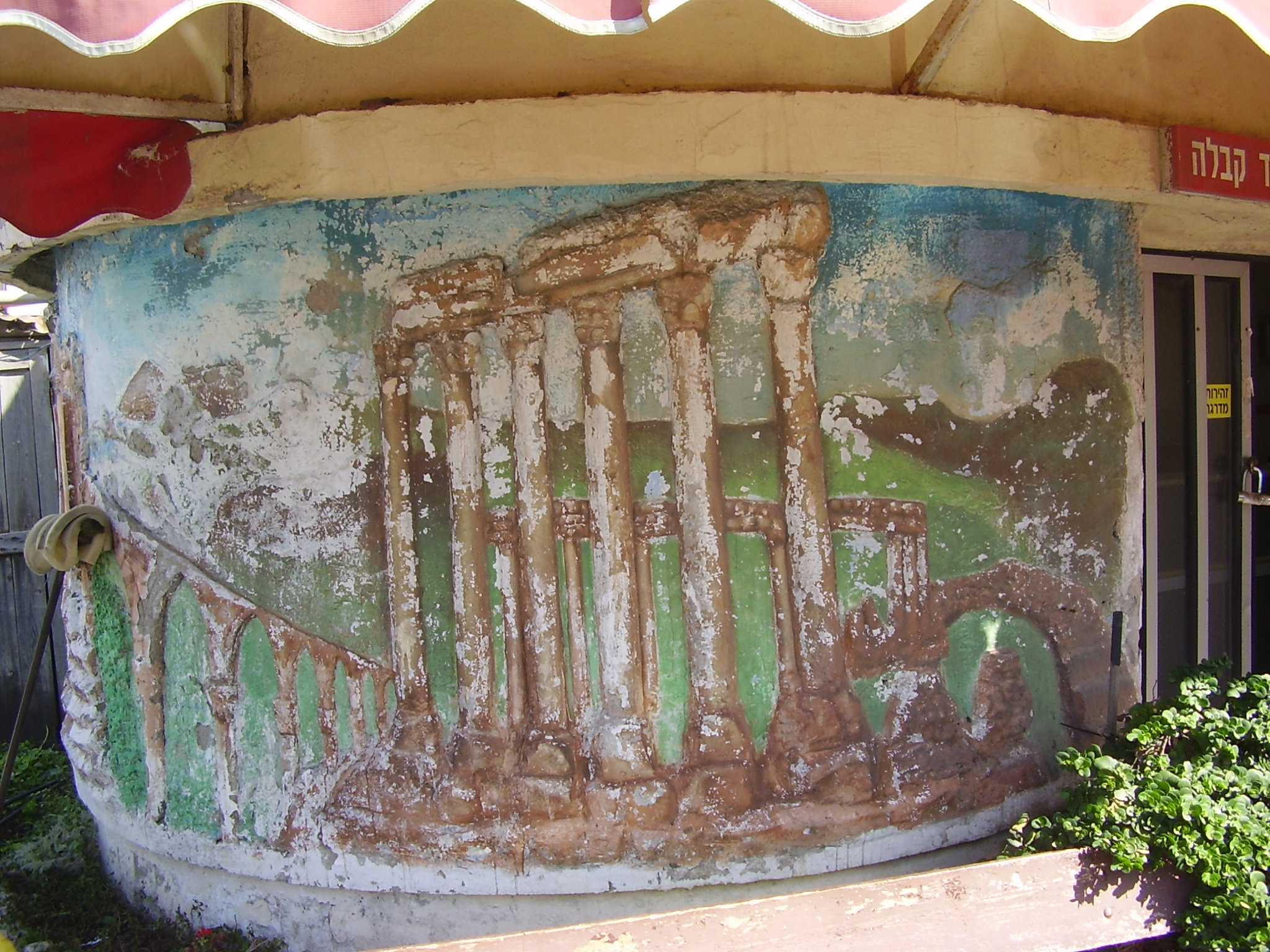
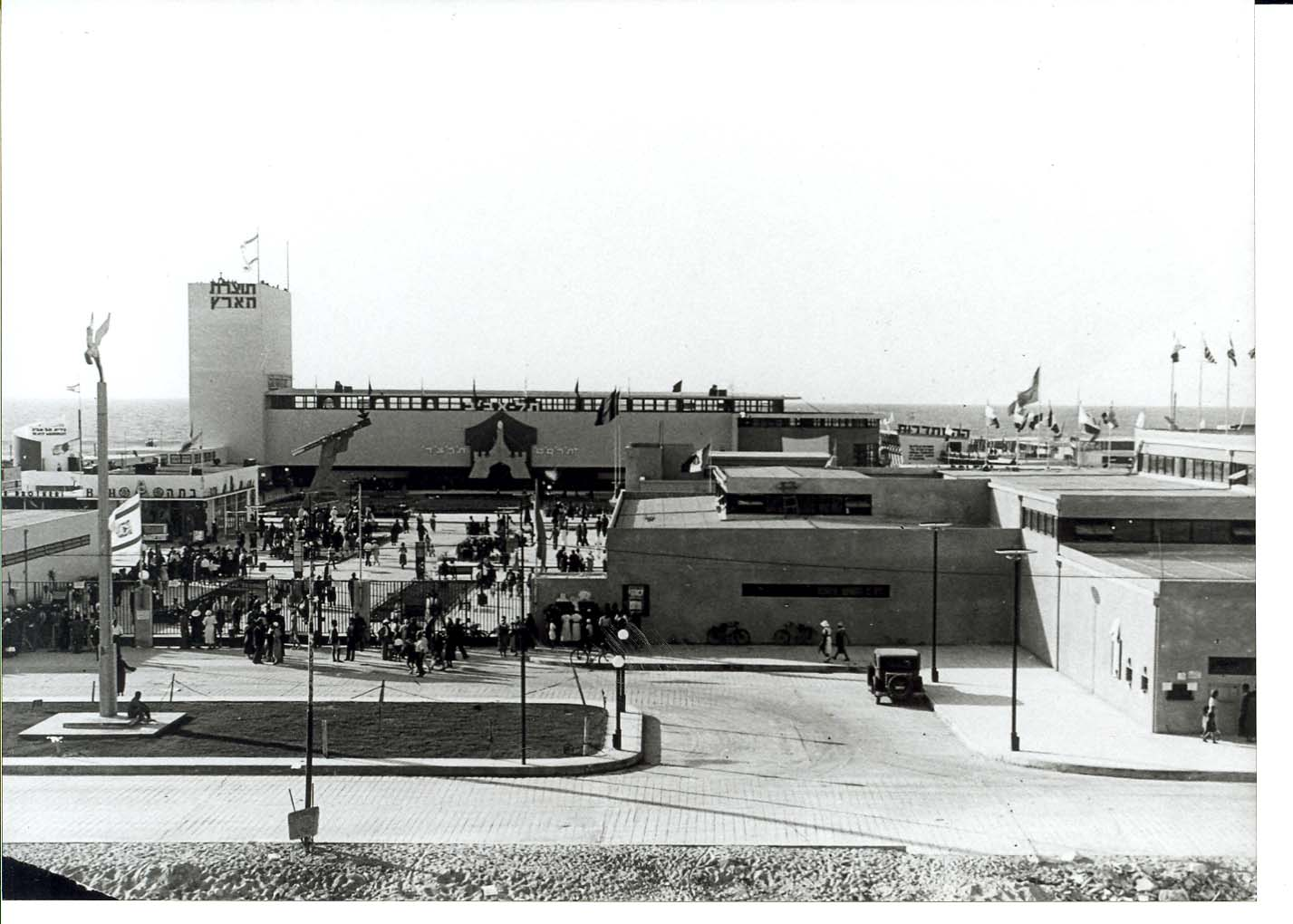
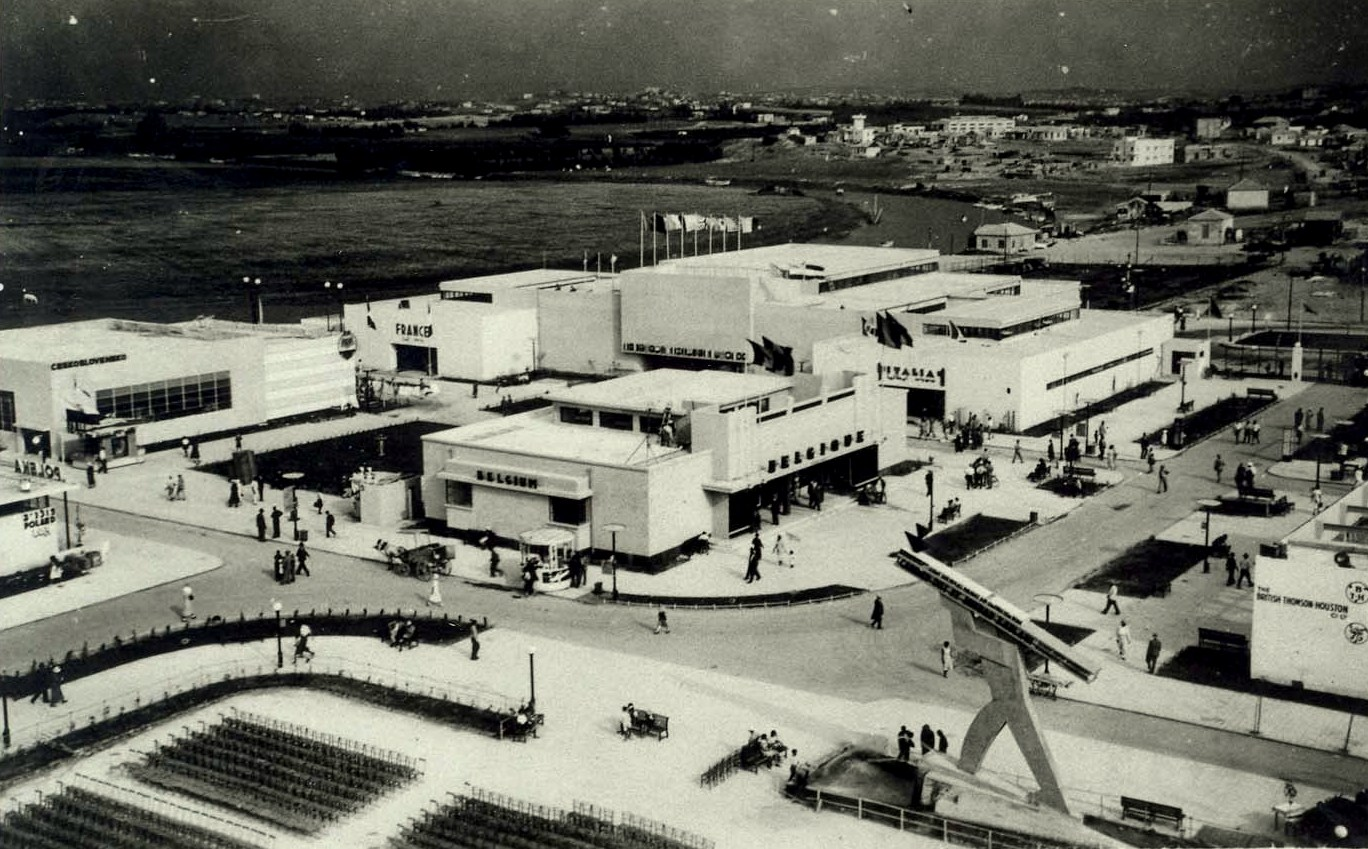